# Amadou Jawo
Amadou Jawo, född 26 september 1984 i Banjul, är en svensk fotbollsspelare som spelar för Brottby SK. Amadou har en bror, Omar Jawo. Både han och hans bror spelade tidigare för Gefle IF.

## Karriär
Jawo spelade som inlånad spelare två matcher för Djurgårdens IF i utvecklingsserien sommaren-hösten 2007 innan han anslöt till Gefle IF inför säsongen 2008. Jawo lämnade sedan Gefle IF för IF Elfsborg under sommaren 2009 och är bland de dyraste försäljningarna Gävleklubben gjort.
Den 12 mars 2013 stod det klart att Amadou Jawo lånas ut till Djurgårdens IF hela säsongen 2013.
Jawo vann Djurgårdens interna skytteliga i Allsvenskan under 2013 med sina 12 mål. Han blev även utnämnd till Årets Järnkamin 2013 av Djurgårdens supportergrupp Järnkaminerna.
Efter säsongen 2013 som utlånad till Djurgården var Jawos förutsättningar att han hade kontrakt med Elfsborg till sommaren 2014. Den 19 januari 2014 skrev Jawo på ett 5-årskontrakt med Djurgårdens IF som köpte loss honom från kontraktet med Elfsborg. Kontraktet med Djurgården sträcker sig till slutet av år 2018. 
Den 16 mars 2018 lånades Jawo ut till IK Frej på ett låneavtal över säsongen 2018. I april 2019 blev Jawo klar som spelande assisterande tränare i division 3-klubben Brottby SK. Han spelade 14 matcher och gjorde ett mål under säsongen 2019. Följande säsong spelade Jawo sju matcher och gjorde ett mål i Division 4. Säsongen 2021 spelade han åtta matcher.